# The Basement Tapes
The Basement Tapes – szesnasty podwójny album studyjny nagrany w Woodstock przez grupę Bob Dylan & The Band pomiędzy czerwcem a listopadem 1967. Wydawnictwo trafiło na rynek w czerwcu 1975.

## Historia i charakter albumu
Pomiędzy styczniem 1964 r. a majem 1966 r. Bob Dylan wydał cztery nadzwyczajne albumy. Każdy następny był bardziej intensywny, bardziej złożony i bardziej rewolucyjny od poprzedniego. Oprócz tego koncertował przed publicznością (z reguły cztery czy pięć występów w tygodniu), nieustannie udzielał wywiadów i uczestniczył w konferencjach prasowych. Z wszelkich danych z tego okresu wynika, że był wyczerpany fizycznie, coraz bardziej szczuplał i alkohol czy różne "substancje" na pewno mu nie pomagały.
Wybawienie przyszło 29 lipca 1966 r. Podczas jazdy motocyklem wokół swojego domu w Woodstock uległ wypadkowi (odpadło koło); skutkiem były pęknięte kości kręgosłupa w części szyjnej. Los dawał mu szansę i Dylan skorzystał z niej w pełni. Zniknął na 1.5 roku.
Po wyjściu ze szpitala zaszył się w swoim domu w szczególnym miejscu, mającym już prawie 100-letnią tradycję bycia artystyczną kolonią – czyli w miasteczku Woodstock w stanie Nowy Jork.
Przez rok nie robił właściwie nic. Jeszcze w maju 1967 r. zapytany przez dziennikarza, co robił przez ten czas, odparł: Co głównie robiłem, to... ślęczałem nad książkami [napisanymi] przez ludzi, o których nigdy nie słyszałeś, myślałem o tym, gdzie idę, dlaczego działam i dlaczego jestem za bardzo pomieszany.
Wypadek był wygodną linią demarkacyjną i znakomitą wymówką. Dylan, który się pojawił po wypadku, był już zupełnie innym człowiekiem. Z reguły uważa się, że jego geniusz stał się bardziej erratyczny, trudniejszy do uchwycenia. Jednak drugie półrocze 1967 r. było jego najbardziej płodnym okresem ponad wszystkim, co działo się w świecie muzyki popowej i rockowej do tego czasu i do dziś, zarówno pod względem jakości, jak i liczby nagrań.
The Basement Tapes są być najwspanialszym zbiorem jego kompozycji, w dodatku nagranych zupełnie nieformalnie. Zapytany przez Janna Wennera powiedział: Wiesz, to naprawdę jest sposób robienia nagrań – w spokojnym, zrelaksowanym otoczeniu, w czyjejś suterenie z otwartymi oknami i psem leżącym na podłodze
Nagrania zostały dokonane na dosyć prymitywnym sprzęcie obsługiwanym przez Gartha Hudsona, który miał wielkie elektroniczne zdolności. Oryginalne taśmy są nagrane stereofonicznie oprócz jednego fragmentu (24–30) z sesji 2, który jest monofoniczny i w dodatku ze zniekształconym dźwiękiem. Można z tego wnioskować, że była to zapewne w ogóle pierwsza sesja nagraniowa, z której Garth wyciągnął odpowiednie wnioski. Jednak oryginalny album The Basement Tapes nie był wydany jako płyta stereo. Mianowicie stereofoniczne nagrania z taśm zostały w studiu Columbii skompresowane w mono.
Oprócz tego, nagrania umieszczone na albumie są dużo słabsze od oryginałów. Wszystko to dzięki manipulacjom jakich dopuścił się podczas tworzenia albumu Robbie Roberston. Utwory poniosły nawet większe straty od szkód jakie wyrządzał swoim nagraniom sam Dylan; dotyczy to zwłaszcza takich albumów jak Blood on the Tracks (sesje w Minneapolis), Infidels i Oh Mercy. Robertson, który zaczął mieć w tym okresie wielkie problemy ze swoim wybujałym ego starał się usunąć z nagrań tyle Dylana, ile się da. Również w czasie wywiadów umniejszał nieustannie rolę Dylana, co stało w sprzeczności z faktami.
Chociaż sesje te zaczęły się początkowo tylko dla zabicia czasu, to szybko okazało się, że Dylan wkrótce poczuł taką inspirację, że nagle znowu zaczął komponować. I to zmieniło towarzyskie pogrywanie w sesje nagraniowe ze znakomitym nieraz materiałem.
W lipcu i sierpniu Dylan i The Hawks w studiu Dwarf Music nagrali swój słynny acetat zawierający 14 kompozycji, a w październiku zostały zabezpieczone prawa autorskie do nich. Oto kolejność utworów (niektórzy przypuszczają, że układ ten odzwierciedla chronologię nagrań, ale jest to wątpliwe):
1. Million Dollar Bash
2. Yea! Heavy and a Bottle of Bread
3. Please, Mrs. Henry
4. Crash on the Levee (Down in the Flood)
5. Lo and Behold
6. Tiny Montgomery
7. This Wheel's on Fire
8. You Ain’t Going Nowhere
9. I Shall Be Released
10. Too Much of Nothing
11. Tears of Rage
12. The Mighty Queen
13. Open the Door, Homer
14. Nothing Was Delivered

Gdy ukazał się oryginalny album, okazało się, że poza tym, iż licznym overdubbingom poddano "This Wheel's on Fire" i "You Ain’t Going Nowhere", to na domiar złego zastąpiono "The Mighty Queen" i "'I Shall Be Released" przez dużo gorsze wersje piosenek "Tears of Rage" i "Too Much of Nothing".
W 1969 r. ukazał się pierwszy w świecie bootleg, i to w dodatku podwójny, który zawierał siedem utworów z suterenowych sesji Dylana i The Hawks. Nazywał się Great White Wonder. Potem pokazały się następne, prezentujące kolejne nagrania z tych sesji.
Największym jednak wydawnictwem związanym z suterenowymi nagraniami, jest seria pięciu płyt kompaktowych zatytułowanych The Genuine Basement Tapes. Cztery dyski zasługują na pięć gwiazdek, a jeden (Vol. 3) na mniej, gdyż pomyłkowo został wydany jako monofoniczny i tym samym jego brzmienie nie dorównuje pozostałym czterem dyskom.
Sesje te miały wielkie reperkusje; wpłynęły na muzykę zarówno The Beatles jak i The Rolling Stones. Wzmocniły Dylana jak i grupę The Hawks. Dylan wykorzystał je do ponownego wyjścia w świat, nagrania albumu John Wesley Harding i innych, oraz dalszego rozwoju, który nie miał już związku z tymi sesjami, bo muzyk je po prostu przekroczył. Natomiast The Hawks, po zmienieniu nazwy na The Band, wydali znakomity album Music from Big Pink i nigdy nie wyrwali się ze stylistyki wypracowanej na tych sesjach.
W 2003 album został sklasyfikowany na 291. miejscu listy 500 albumów wszech czasów magazynu Rolling Stone.

## Muzycy
- Bob Dylan – gitara, harmonijka, wokal (sesje 1-4)
- Robbie Robertson – gitara, perkusja (1-4)
- Richard Manuel – pianino, perkusja, wokal towarzyszący (1-4)
- Rick Danko – gitara basowa, mandolina, wokal (1-4)
- Garth Hudson – organy, klawinet, akordeon, pianino (1-4)
- Levon Helm – perkusja (4)

## Spis utworów

### Dysk pierwszy
| 1.  | Odds and Ends – (Dylan) (wersja 2, dodatkowy overdubbing)                   | 1:46  |
|     |                                                                             |       |
| 2.  | Orange Juice Blues (Blues for Breakfast) – (Manuel) (dodatkowy overdubbing) | 3:37  |
|     |                                                                             |       |
| 3.  | Million Dollar Bash – (Dylan) (wersja 2)                                    | 2:31  |
|     |                                                                             |       |
| 4.  | Yazoo Street Scandal – (Robertson)                                          | 3:27  |
|     |                                                                             |       |
| 5.  | Goin' to Acapulco – (Dylan)                                                 | 5:26  |
|     |                                                                             |       |
| 6.  | Katie's Been Gone – (Manuel, Robertson)                                     | 2:43  |
|     |                                                                             |       |
| 7.  | Lo and Behold! – (Dylan) (próba 2)                                          | 2:45  |
|     |                                                                             |       |
| 8.  | Bessie Smith – (Danko, Robertson)                                           | 4:17  |
|     |                                                                             |       |
| 9.  | Clothesline Saga – (Dylan) (próba 1, dodatkowy overdubbing)                 | 2:56  |
|     |                                                                             |       |
| 10. | Apple Suckling Tree – (Dylan) (próba 2)                                     | 2:48  |
|     |                                                                             |       |
| 11. | Please, Mrs. Henry – (Dylan) (próba 2)                                      | 2:31  |
|     |                                                                             |       |
| 12. | Tears of Rage – (Dylan, Manuel) (próba 3)                                   | 4:11  |
|     |                                                                             |       |
|     |                                                                             | 38:58 |
|     |                                                                             |       |

### Dysk drugi
| 1.  | Too Much of Nothing – (Dylan) (próba 1)                            | 3:01  |
|     |                                                                    |       |
| 2.  | Yea! Heavy and a Bottle of Bread – (Dylan) (próba 2)               | 2:13  |
|     |                                                                    |       |
| 3.  | Ain’t No More Cane – (tradycyjny)                                  | 3:56  |
|     |                                                                    |       |
| 4.  | Down in the Flood (Crash on the Levee) – (Dylan) (próba 2)         | 2:03  |
|     |                                                                    |       |
| 5.  | Ruben Remus – (Manuel, Robertson)                                  | 3:13  |
|     |                                                                    |       |
| 6.  | Tiny Montgomery – (Dylan)                                          | 2:45  |
|     |                                                                    |       |
| 7.  | You Ain’t Goin’ Nowhere – (Dylan) (próba 2, dodatkowy overdubbing) | 2:42  |
|     |                                                                    |       |
| 8.  | Don't Ya Tell Henry – (Dylan)                                      | 3:12  |
|     |                                                                    |       |
| 9.  | Nothing Was Delivered – (Dylan) (próba 2)                          | 4:22  |
|     |                                                                    |       |
| 10. | Open the Door, Homer – (Dylan) (próba 1)                           | 2:49  |
|     |                                                                    |       |
| 11. | Long Distance Operator – (Dylan)                                   | 3:38  |
|     |                                                                    |       |
| 12. | This Wheel's on Fire – (Danko, Dylan) (dodatkowy overdubbing)      | 3:49  |
|     |                                                                    |       |
|     |                                                                    | 37:43 |
|     |                                                                    |       |

## Utwory nagrane w Woodstock i Saugerties
1. Lock Your Door
2. Baby, Won't You Be My Baby
3. Try Me Little Girl
4. I Can't Make It Alone
5. Don't You Try Me Now
6. Young But Daily Growin'
7. Bonnie Ship the Diamond
8. The Hills of Mexico
9. Down on Me
10. One for the Road
11. I'm Alright
12. One Single River
13. People Get Ready
14. I Don’t Hurt Anymore
15. Stones That You Throw
16. One Man’s Loss
17. Instrumentalny z Dylanem [Instrumental with D.]
18. Baby, Ain’t That Fine
19. Rock, Salt and Nails
20. A Fool Such as I
21. Silouette
22. Bring It on Home
23. King of France (po tym utworze szczegóły na taśmie niekompletne)
24. Even If It's a Pig Part 1 [the Hawks]
25. Ruben Remus [the Hawks]
26. 900 Miles
27. No Shoes on My Feet
28. Spanish Is the Loving Tongue
29. "wiele pianina"
30. On a Rainy Afternoon
31. I Can't Come in with a Broken Heart
32. Come All Ye Fair and Tender Ladies
33. Under Control
34. Ol' Roison the Beau
35. I'm Guilty of Loving You
36. Johnny Todd
37. Cool Water
38. Banks of the Royal Canal
39. Po' Lazarus
40. Belchezaar
41. I Forgot to Remember to Forget Her
42. You Win Again
43. Still in Town, Still Around
44. Waltzin' with Sin
45. Big River I
46. Big River II
47. Folsom Prison Blues
48. Bells of Rhymney
49. It's Just Another Tomato in the Glass (po tym utworze szczegóły na taśmie niekompletne)
50. I'm a Fool for You I
51. I'm a Fool for You II
52. Next Time on the Highway
53. The Big Flood
54. You Gotta Quit Kickin' My Dog Aroun'
55. See You Later, Allen Ginsberg
56. Tiny Montgomery[a]
57. The Spanish Song I
58. The Spanish Song II
59. I'm Your Teenage Prayer
60. Four Strong Winds
61. The French Girl I
62. The French Girl II
63. Joshua Gone Barbados
64. I'm in the Mood for Love
65. All American Boy
66. Sign on the Cross
67. Dont' Ya Tell Henry
68. Bourbon Street (po tym utworze szczegóły na taśmie niekompletne)
69. Silent Weekend
70. Santa Fe[b]
71. Wild Wolf (po tym utworze szczegóły na taśmie niekompletne)
72. Million Dollar Bash I
73. Yea! Heavy and a Bottle of Bread I
74. Million Dollar Bash II
75. Yea! Heavy and a Bottle of Bread II
76. I'm Not There (1956)
77. Please Mrs. Henry
78. Down in the Flood (Crash on the Levee) I
79. Down in the Flood (Crash on the Levee) II
80. Lo and Behold I
81. Lo and Behold II
82. You Ain’t Goin’ Nowhere I
83. This Wheel's on Fire
84. You Ain’t Goin’ Nowhere II
85. I Shall Be Released[c]
86. Too Much of Nothing I
87. Too Much of Nothing II (po tym utworze szczegóły na taśmie niekompletne)
88. Tears of Rage I
89. Tears of Rage II
90. Tears of Rage III
91. The Mighty Quinn I
92. The Mighty Quinn II[d]
93. Open the Door Homer I
94. Open the Door Homer II
95. Open the Door Homer III
96. Nothing Was Delivered I
97. Nothing Was Delivered II
98. Odds and Ends I
99. Nothing Was Delivered III
100. Odds and Ends II
101. Get Your Rocks Off
102. Clothes Line Saga
103. Apple Suckling Tree I
104. Apple Suckling Tree II
105. Goin' to Acapulco
106. Gonna Get You Now
107. Wild Wood Flower
108. See That My Grave Is Kept Clean
109. Comin' Round the Mountain
110. Flight to the Bumble Bee
111. Confidential to Me
112. All You Have to Do Is Dream I
113. All You Have to Do Is Dream II

Uważa się, że ogółem liczba nagranych utworów sięga 150.
- Zasadniczo wszystkie utwory z tych sesji zostały wydane na 4-dyskowym bootlegu A Tree with Roots. The Genuine Basement Tape Remasters.

## Opis płyty
- Producent – Bob Dylan & the Band
- Miejsce i data nagrań –

1. "Czerwony pokój" w domu Boba Dylana w Woodstock; czerwiec 1967 r. (1-20)
2. "Wielki różowy" dom The Band, West Saugerties; "Czerwony pokój" w domu Boba Dylana (lub też dom) w Woodstock; czerwiec-sierpień 1967 r. (21-87)
3. "Wielki różowy" dom The Band, West Saugerties; wrzesień, październik 1967 r. (88-104)
4. "Wielki różowy" dom The Band, West Saugerties; październik, listopad 1967 r. (105-113)

- Inżynier nagrywający – Garth Hudson
- Inżynierowie miksujący – Rob Fraboni, Nat Jeffrey, Ed Anderson, Mark Agliett
- Studio – Village Recorders i Shangri-La Studios
- Inżynier masteringu – George Horn
- Czas – 76 min. 41 sek.
- Fotografie – Reid Miles
- Konsultant projektu – Bob Cato
- Tekst we wkładce – Greil Marcus
- Firma nagraniowa – Columbia
- Numer katalogowy – PC 33235

Wznowienie na cd
- Firma nagraniowa – Columbia
- Numer katalogowy – C2K 33682
- Rok wznowienia – 1993

## Listy przebojów

### Album
| Rok  | Lista                          | Pozycja |
| ---- | ------------------------------ | ------- |
| 1975 | Billboard USA. Albumy popowe   | 7       |
| 1975 | Melody Maker WB. Albumy popowe | 8       |